# Sulfonil

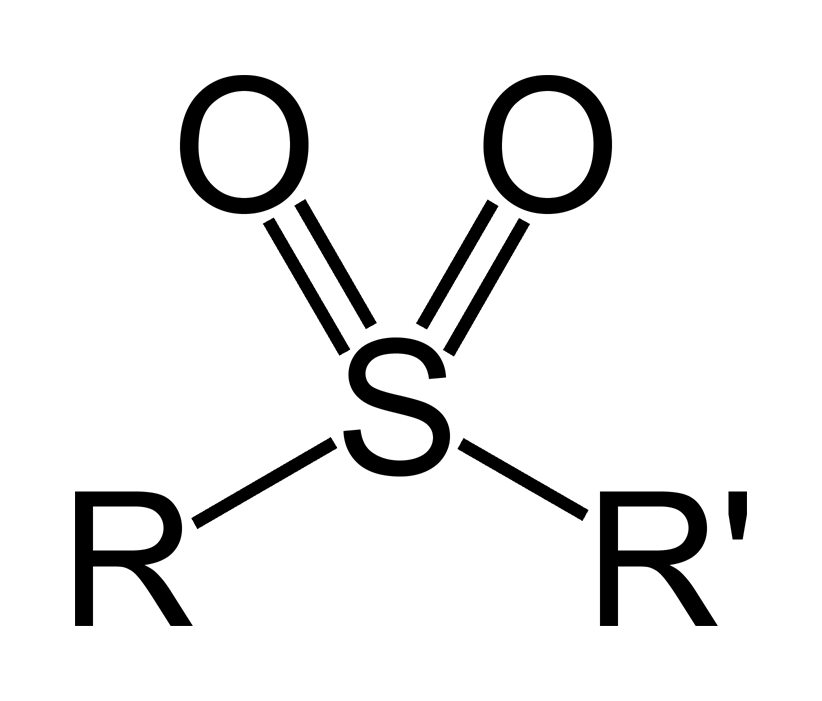
Una sulfona consta d'un grup sulfonil enllaçat amb dos substituents hidrocarbonis.

Un grup sulfonil, en química, pot referir-se ja sia a un grup funcional que es troba principalment en les sulfones o a un substituent obtingut a partir de l'àcid sulfònic per remoció del grup hidroxil, de forma similar en els grups acil. Els grups sulfonil es poden escriure com tenint la fórmula general R-S(=O)₂-R', on hi ha dos enllaços dobles entre el sofre i l'oxigen.
Els grups sulfonil es poden reduir a hidrocarboni amb hidrat d'alumini i liti (LiAlH₄).
En química inorgànica, quan el grup -S(=O)₂- no està connectat a cap àtom de carboni, es diu que és un sulfuril.

## Exemples de substituents de grups sulfonil
Els noms dels grups sulfonil típicament acaben en -sil, com:
| Nom del grup | Nom complet                         | Nom abreujat | Exemple                                                   |
| ------------ | ----------------------------------- | ------------ | --------------------------------------------------------- |
| Tosil        | p-toluensulfonil                    | Ts           | Clorur de tosil (clorur de p-toluensulfonil) CH₃C₆H₄SO₂Cl |
| Brosil       | p-bromobenzensulfonil               | Bs           |                                                           |
| Nosil        | 2- o 4-nitrobenzensulfonil          | Ns           |                                                           |
| Mesil        | metanosulfonil                      | Ms           | Clorur de mesil (clorur de metanosulfonil) CH₃SO₂Cl.      |
| Triflil      | trifluorometanosulfonil             | Tf           |                                                           |
| Dansil       | 5-(dimetilamino)naftalen-1-sulfonil | Ds           | Clorur de dansil                                          |